# Coșereni (okręg Jałomica)
Coșereni – wieś w Rumunii, w okręgu Jałomica, w gminie Coșereni. W 2011 roku liczyła 4570 mieszkańców.